# Surrender (Jon Anderson)
Surrender is een nummer van de Britse zanger Jon Anderson uit 1982. Het is de eerste single van zijn derde soloalbum Animation.
"Surrender" kent invloeden uit de Caraïbische muziek. Het nummer flopte in Andersons thuisland het Verenigd Koninkrijk, maar werd wel een hit in het Nederlandse taalgebied. In de Nederlandse Top 40 bereikte het de 7e positie, en in de Vlaamse Radio 2 Top 30 de 9e.

## Tracklijst
- 7"

1. "Surrender" - 3:55
2. "Spider" - 2:51

## NPO Radio 2 Top 2000
| Nummer met noteringen in de NPO Radio 2 Top 2000 | '99  | '00  | '01  | '02  |
| ------------------------------------------------ | ---- | ---- | ---- | ---- |
| Surrender                                        | 1680 | 1353 | 1733 | 1542 |

1. ↑  Een vetgedrukt getal geeft de hoogste notering aan.
2. ↑  Deze tabel is bijgewerkt tot en met de laatste editie (2024).